# Thonville
Thonville település Franciaországban, Moselle megyében. Lakosainak száma 51 fő (2022. január 1.). Thonville Brulange, Eincheville, Suisse és Thicourt községekkel határos.

## Népesség
A település népessége az elmúlt években az alábbi módon változott:
| Lakosok száma | 45   | 46   | 47   | 47   | 47   | 47   | 49   | 50   | 51   |
|               | 2013 | 2015 | 2016 | 2017 | 2018 | 2019 | 2020 | 2021 | 2022 |